# Utekáč
Utekáč (ungarisch Újantalvölgy) ist ein Dorf und eine Gemeinde im Bezirk Poltár in der Region Banskobystrický kraj in der Slowakei.

## Geschichte

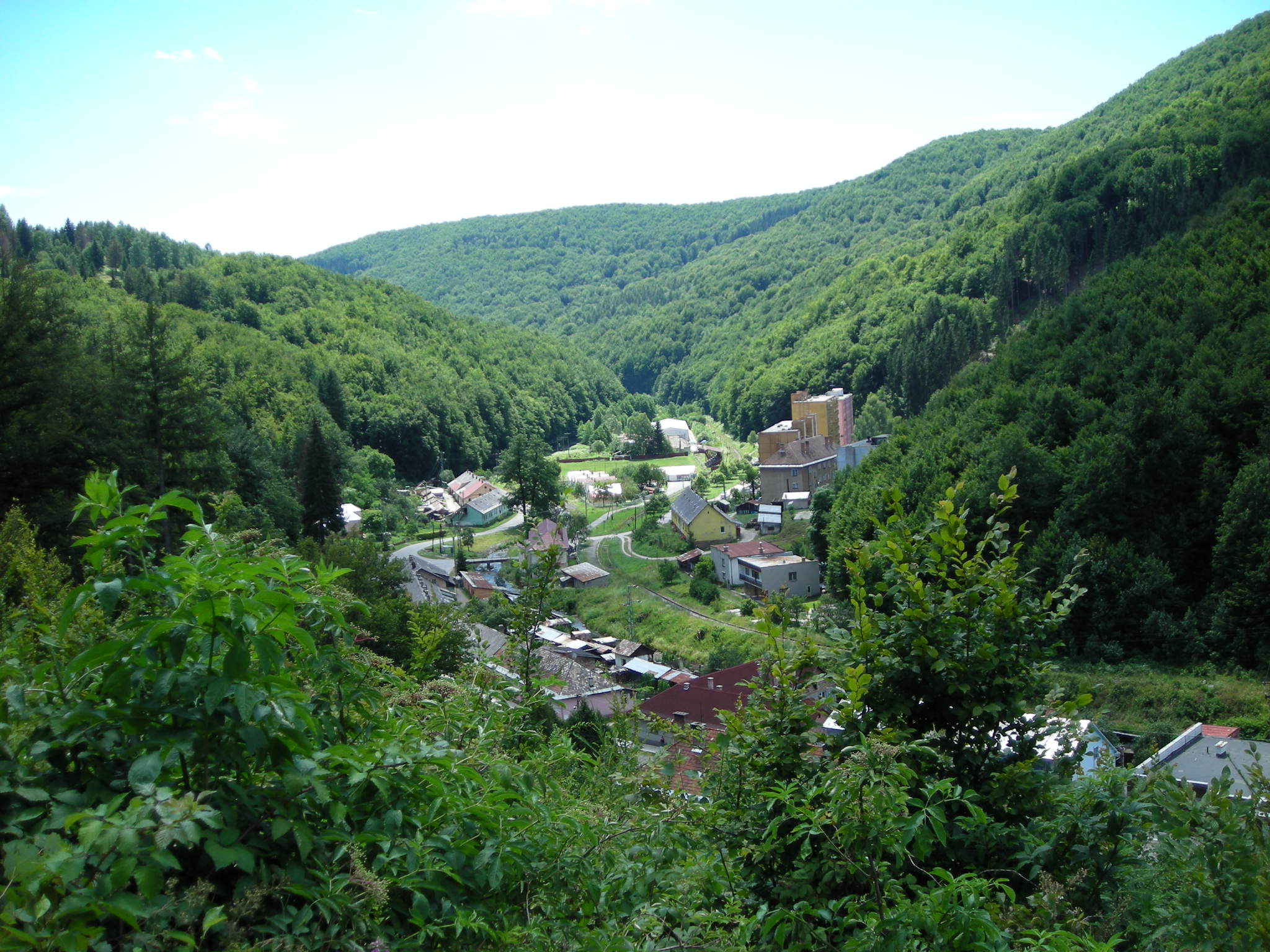
Utekáč

Die Gemeinde Utekáč befindet sich mitten in Veporské vrchy im schmalen Tal des Flusses Rimavica. Der Name ist von der Flucht (slowakisch útek) des Königs Béla IV. vor den Tataren abgeleitet.
Die erste schriftliche Erwähnung von Utekáč stammt aus dem Jahre 1593. Die Entwicklung fing mit der Ankunft des Fürstprimas Ferenc Forgách an. Er baute hier einige Glashütten aus. Die größte der Glashütten, Clara, existiert bis heute. Die ursprünglichen Einwohner der Glashüttensiedlung waren Familien von Glasbläsermeistern aus Deutschland, Ungarn, Böhmen und Mähren.
Die neuere Geschichte beginnt am 1. Januar 1993 – die Gemeinde wurde selbstständig. Vorher war Utekáč ein Industrieteil der weiter südöstlich liegenden Gemeinde Kokava nad Rimavicou. Der Industrie- und Wohnungsbau erinnert heute Utekáč eher an eine Stadt. Die Ortsteile Salajka, Drahová, Havrilovo, Dlhá Lúka, Ďurkovka, Bánik nad Rimavou und Cisársko sind typische Weiler mit ursprünglicher Architektur. Im Ortsteil Salajka befinden sich finnische Holzhäuser. Das Kastell des Grafen Forgáč und die Kapelle von Sankt Anton Paduánsky, die als Grabstätte der Familie Kuchynka – Besitzer der Glashütten dient, bilden die Dominanten der Gemeinde. In den Ortsteilen Drahová und Havrilovo befinden sich interessante Kapellen.
Aus der Gemeinde Utekáč stammt das Trio Kubincovci. Sie waren bekannte Schalmeibläser und haben die Schalmei auch hergestellt.
Seit 1909 ist Utekáč Endpunkt der Bahnstrecke Lučenec–Utekáč. Während des slowakischen Nationalaufstands im Jahr 1944 gab es im Ortsgebiet schwere Kämpfe. An diese Ereignisse erinnert heute ein Denkmal für die Kriegstoten im Gemeindepark und im Nikolaj-Chmelnický-Tal mit drei Gedenksteinen.
Die Umgebung bietet gute Bedingungen für Touristen, Pilzsammler und Angler. Die Gemeinde hat eine günstige Lage zur Entwicklung eines Tourismus. Im Winter ist Schilauf und Skiwandern möglich. Die Skilifte befinden sich in Utekač und in der nahen Umgebung.

## Bevölkerung
| Jahr                | 1994 | 2004     | 2014     | 2024     |
| ------------------- | ---- | -------- | -------- | -------- |
| Anzahl der Personen | 1299 | 1142     | 1005     | 825      |
| Unterschied         |      | −12,08 % | −11,99 % | −17,91 % |

| Jahr                | 2023 | 2024    |
| ------------------- | ---- | ------- |
| Anzahl der Personen | 837  | 825     |
| Unterschied         |      | −1,43 % |

## Sehenswürdigkeiten
- Volkshandwerk
- Glasbläsertradition
- Touristischer Marsch 'Utekáčska horská tridsiatka, Utekáčska horská stovka'
- Skilift